# Dryops ernesti
Dryops ernesti är en skalbaggsart som beskrevs av Des Gozis 1886. Dryops ernesti ingår i släktet Dryops, och familjen öronbaggar. Arten är reproducerande i Sverige.

## Bildgalleri

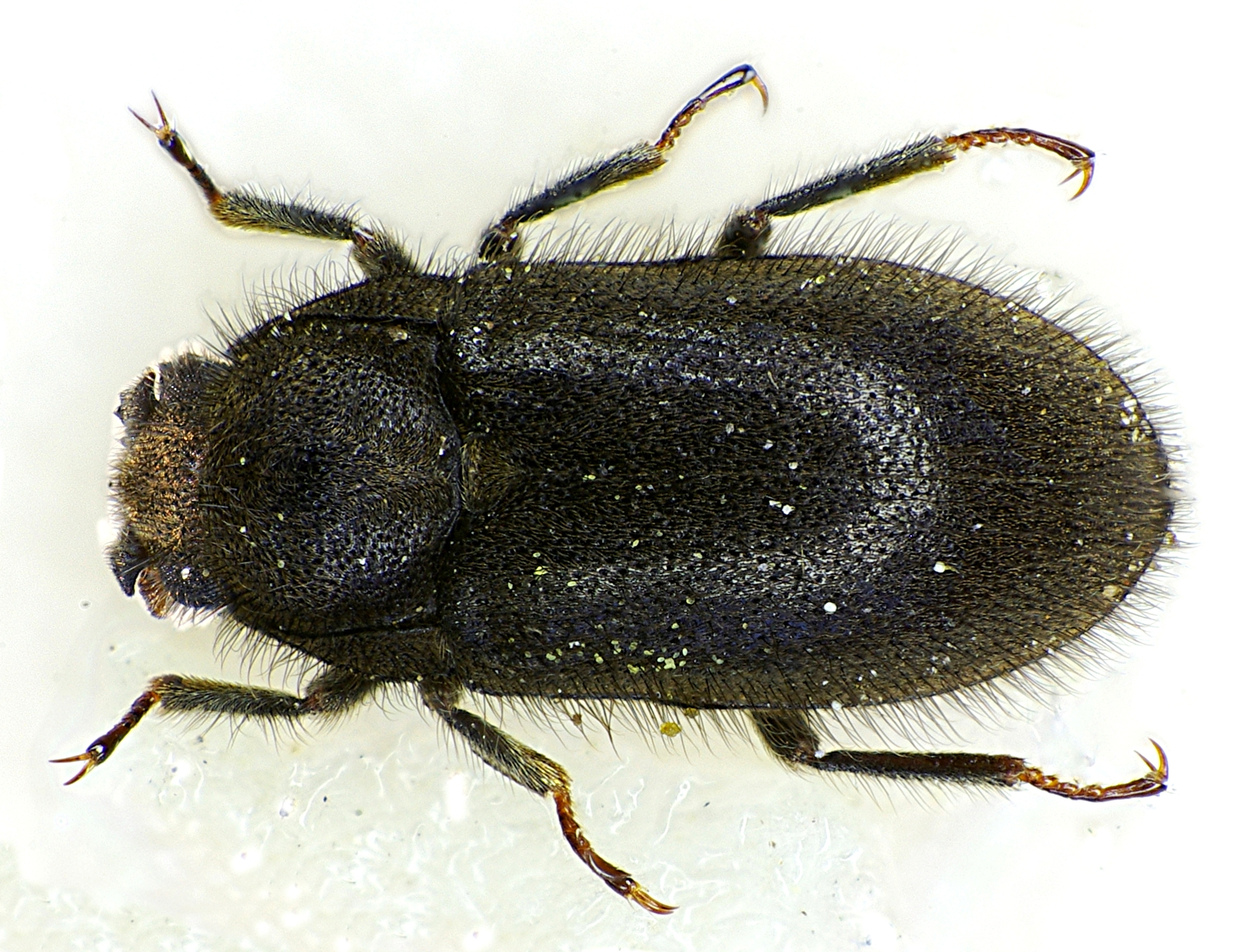
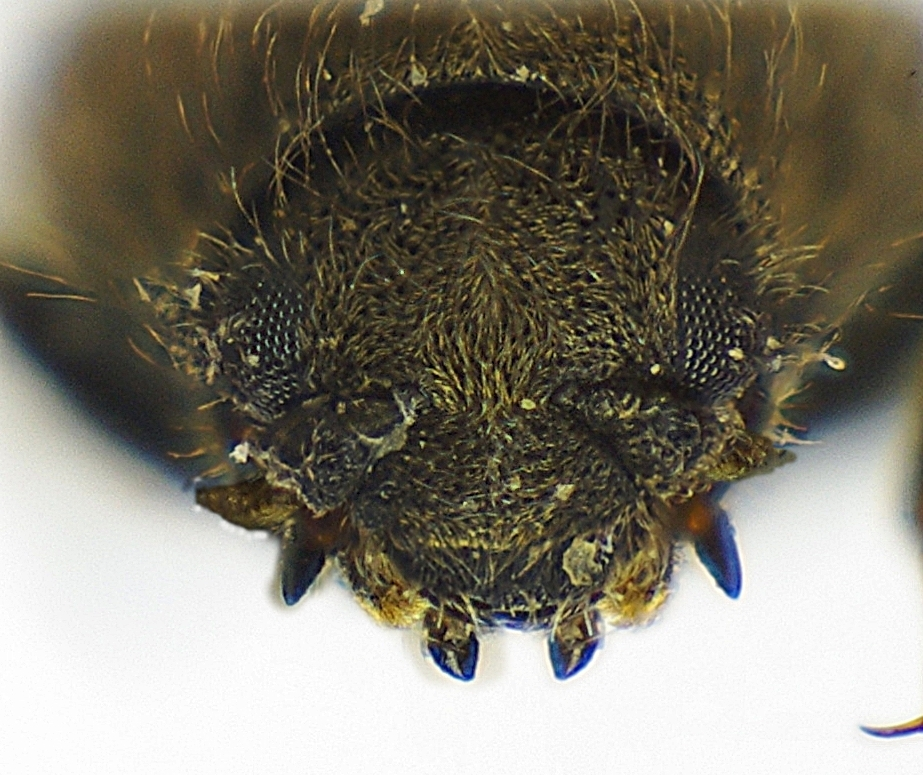
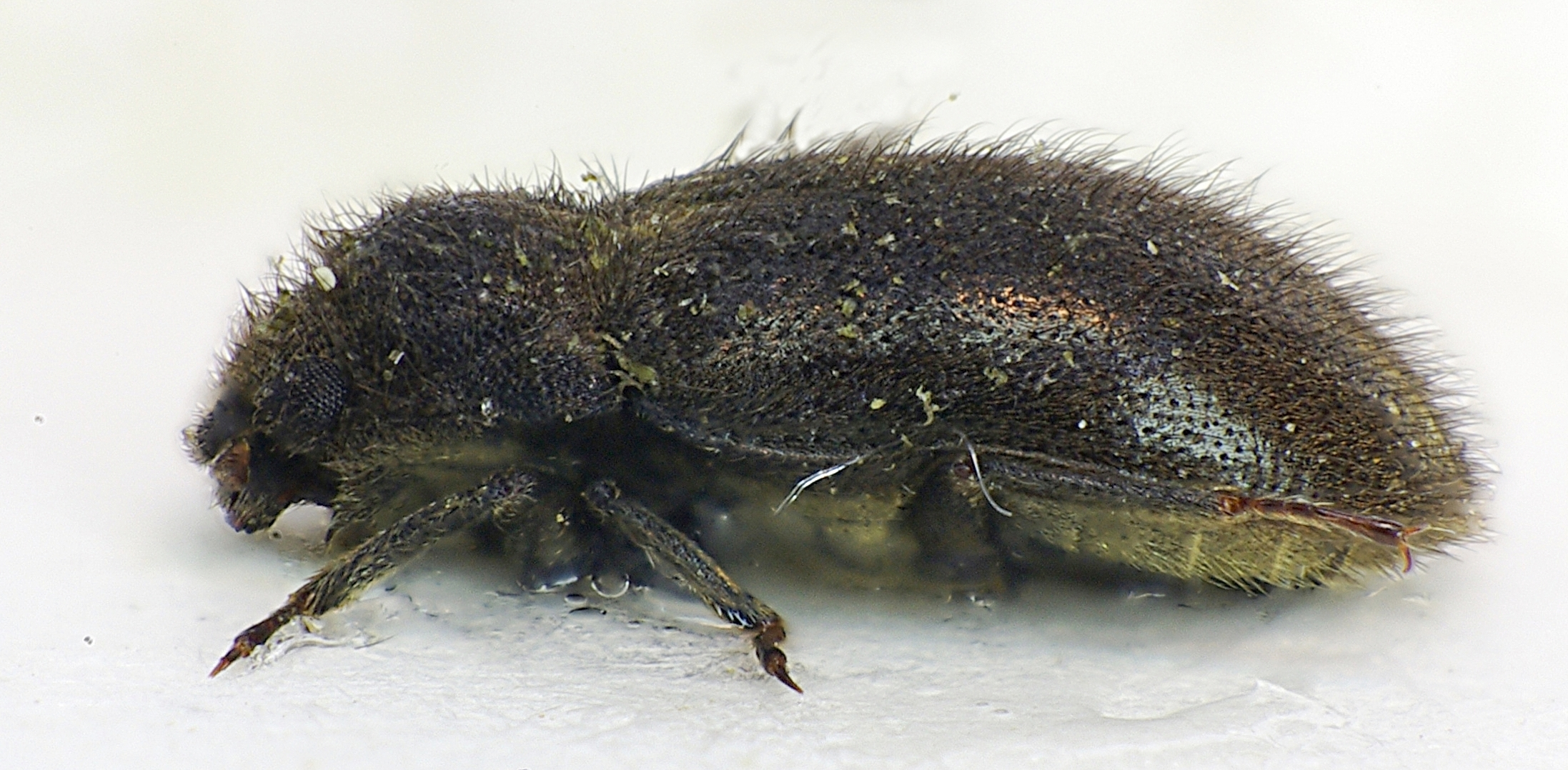
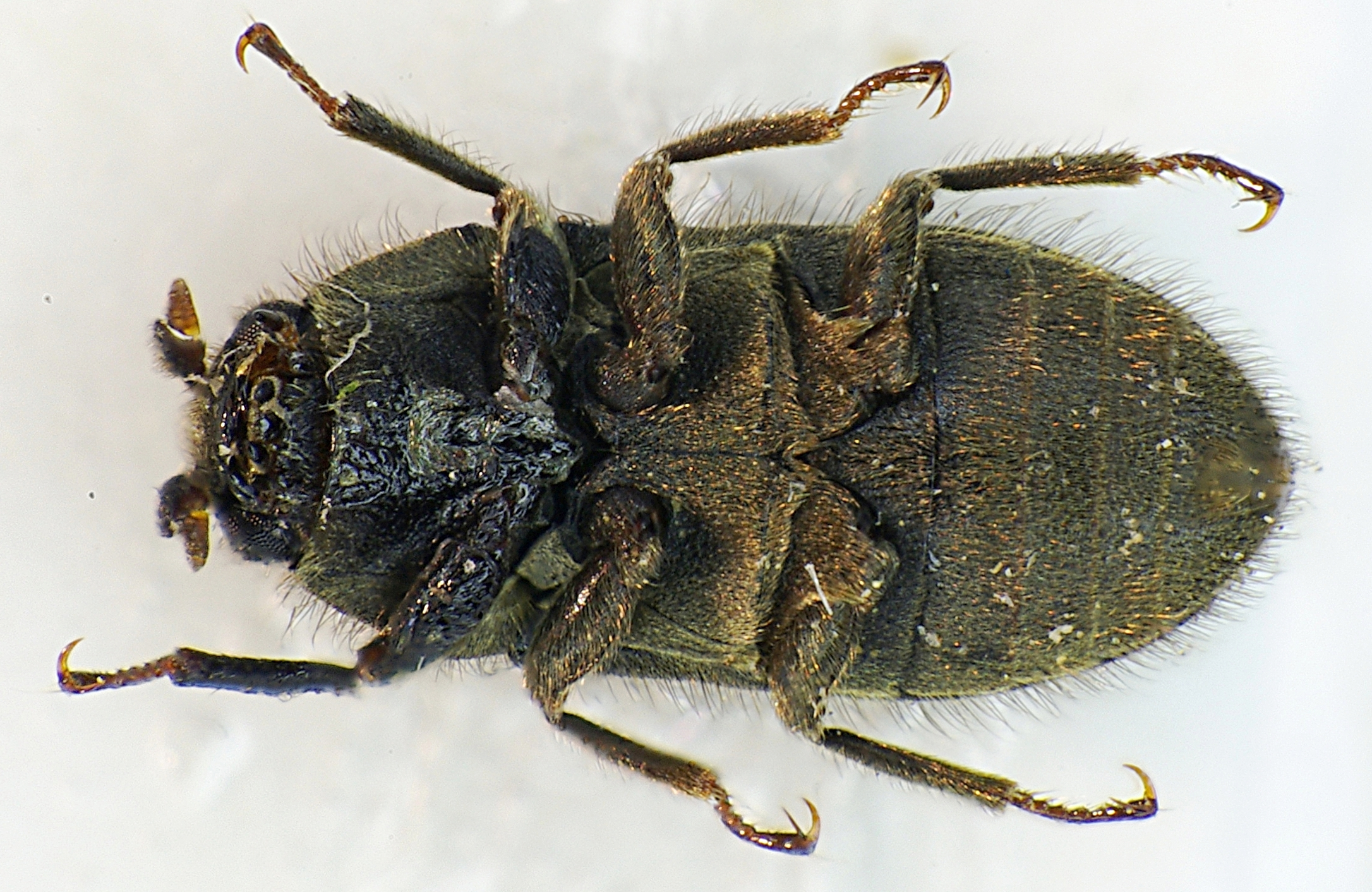
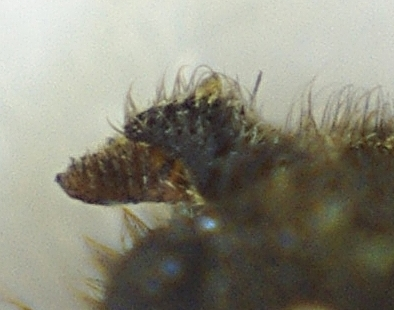
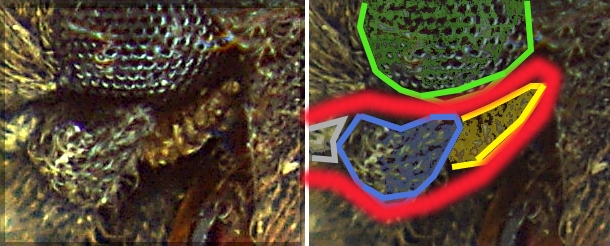